# Slag bij Racławice
De Slag bij Racławice was een veldslag die plaatsvond op 4 april 1794 en was een van de eerste slagen uit de Pools-Litouwse Kościuszko Opstand. Het slagveld maakt deel uit van de officiële nationale historische monumenten.

## Aanloop
Na de Pools-Russische Oorlog van 1792 werd het Pools-Litouwse Gemenebest voor een tweede keer verdeeld tussen Rusland en Pruisen. Ook koning Stanislaus August Poniatowski werd gedwongen zijn macht in te leveren. Hierop kwam de Poolse revolutionair en generaal Tadeusz Kościuszko in opstand en zwoer hij een eed aan koning en de natie om Polen te verdedigen.
Op 2 april 1794 was de Poolse koning door de Russen gedwongen om Kościuszko te veroordelen en in een officieel statement noemde hij hen ook "muiters". In de tussentijd was Kościuszko al op oorlogspad, maar de Russische generaal Denisov wist hem te lokaliseren. Denisov plande een aanval vanaf twee kanten om het leger weg te vagen.

## Slag
Op 4 april raakten de vooruitgeschoven Poolse troepen slaags met het oprukkende Russische leger. Hierop liet Kościuszko zijn leger positioneren op een heuvel bij Racławice. Kościuszko nam zelf het commando over het centrum op zich die voornamelijk bestond uit Poolse boeren. De linkerflank werd aangevoerd door generaal Zajaczek en de rechterflank door generaal Antoni Madaliński. De Russische generaal Alexander Tormasov had 3.000 man tot zijn beschikking en wachtte op de komst van nog eens 2.500 man. Omstreeks drie uur in de middag werd Tomasov ongeduldig en gaf hij Denisov de opdracht om vanuit het zuiden aan te vallen. Een ander legeronderdeel werd met de taak belast om via het noorden de rechterflank aan te vallen.
De troepen van Tormasov wisten de Poolse cavalerie en infanterie terug te dringen. De Russen stonden op het punt om het Poolse leger weg te vagen toen Kościuszko op zijn paard opdook en zijn leger aanmoedigde om de vijandelijke kanonnen aan te vallen. Gewapend met hun pieken en oorlogszeisen vielen driehonderd Poolse boeren de Russische stellingen aan. De Russen konden nog twee salvo's lossen voor ze overlopen werden door de boeren. Vervolgens wist Kościuszko ook aan de linkerflank de zaak te redden. Hij gaf opdracht aan zijn infanterie om de Russen met hun bajonetten aan te vallen en na hevige gevechten vielen de Russische stellingen uiteen. Hierop liet generaal Denisov het signaal voor de aftocht blazen.

## Nasleep
Na de slag keerde Kościuszko met zijn leger terug naar Krakau voor een overwinningsparade. Zijn overwinning hielp in de verdere verspreiding van de opstand en was de aanleiding voor het uitbreken van de Opstand van Warschau. Na een val van zijn paard in de Slag bij Maciejowice werd Kościuszko gevangen genomen en konden de Russen orde op zaken stellen in Polen.

## De expositie van de schilderijen

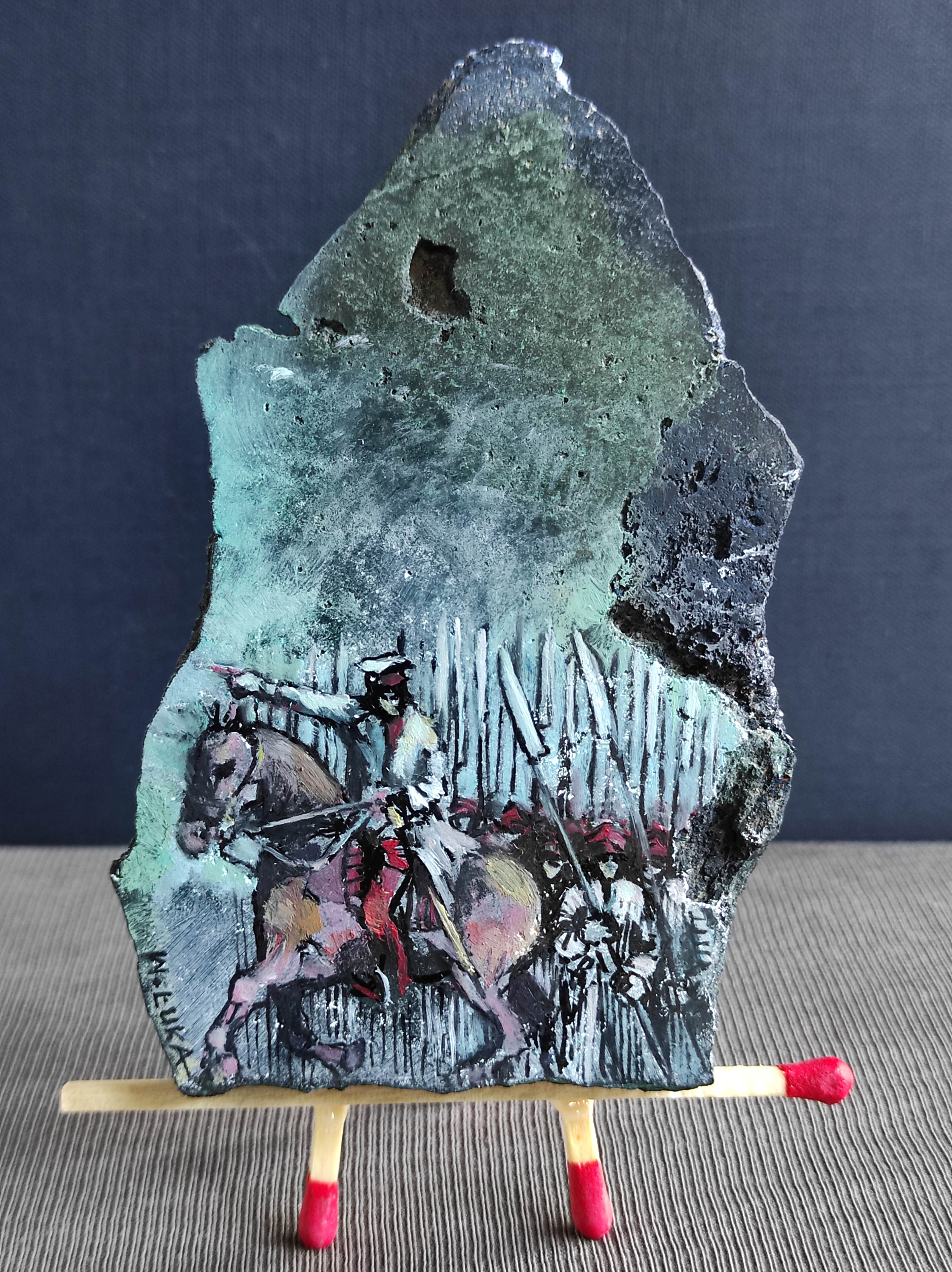
Slag bij Racławice uteur Wojciech Łuka dimensies 132 × 77 mm het Museum voor professionele miniatuurkunst Henryk Jan Dominiak in Tychy